# Tao der Sexualität

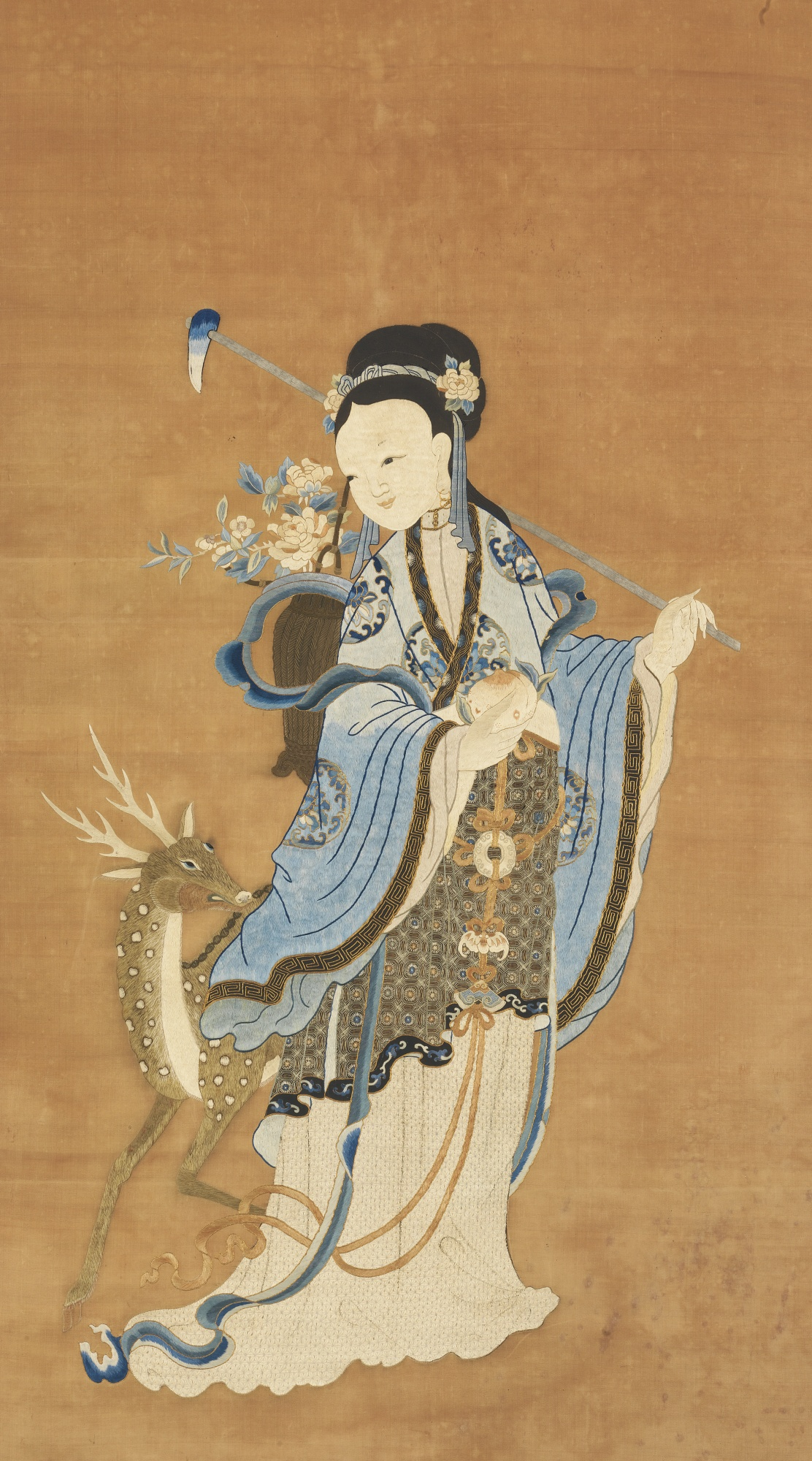
Magu, Göttin der Unsterblichkeit, mit Hirsch an ihrer Seite

Das Tao der Sexualität ist ein Buch von Stephen T. Chang – eine zusammenfassende Übersetzung und Interpretation alter taoistischer Texte, die der Überlieferung gemäß ursprünglich auf dem Werk eines legendären Kaisers beruhten.
Das Tao der Sexualität ist eine körperorientierte Sexuallehre ohne eine Thematisierung von sozialen, kommunikativen oder psychologischen Beziehungen der Geschlechter. Ziel ist ein Sexerleben, das auf der Basis gesundheitlicher Selbstoptimierung der Beteiligten – und auch Heilungswirkungen durch den Geschlechtsakt – zu einer höheren Spiritualisierung von Mann und Frau führt – im taoistischen Denken hin zur Unsterblichkeit. Als Tao der sexuellen Weisheit ist es eine Komponente der umfassenden Lehre des Taoismus und wird dort in den um das Symbol für Yin und Yang angeordneten Trigrammen dem I Ging gemäß vom Zeichen li für Feuer repräsentiert.
„Es geht um den Einsatz der Sexualität und sexuellen Energie zur Verbesserung der Gesundheit, zur Harmonisierung und höheren geistigen Wachsamkeit.“

## Einbettung im Taoismus
Das „umfassende Lebenssystem besteht aus acht Disziplinen der persönlichen Ausbildung:“
1. Das Tao der Philosophie
2. Das Tao der Revitalisierung
3. Das Tao der ausgewogenen Ernährung
4. Das Tao der vergessenen Heilpflanzen
5. Das Tao der Heilkunst
6. Das Tao der sexuellen Weisheit
7. Das Tao der Selbstdisziplin
8. Das Tao des gestalteten Schicksals

## Entstehungsgeschichte
Das Hauptwerk der taoistischen Liebeskunst: Su-nü-ching (Sunü jing 素女经) wird dem legendären chinesischen „Gelben Kaiser“ Huang-Ti zugeschrieben, der laut Überlieferung von 2697–2597 v. Chr. regierte.
In Bezug auf den Fortbestand und die Verfügbarkeit dieses und auch noch nachfolgender Werke kritisiert Chang, dass „jahrtausendelang […] politische, philosophische und religiöse Gruppen den Code zur Entschlüsselung der klassischen kalligraphischen Texte für sich allein in Anspruch genommen (haben). Die strikte Einschränkung des Leserkreises verwehrte es vielen Menschen, das Buch zu lesen, zu verstehen, zu deuten.“
Nach Chang hält die daraus entstandene Verwirrung bis heute an:
Siehe auch in der Kompilation von Ideen und Darstellungen unter Daoistische Sexualpraktiken.
In seiner dreißig Jahren dauernden Forschungsarbeit – so Chang – war es „schwierig, zufriedenstellende Übersetzungen dieses Buches zu finden, und viele Lehren, die weite Verbreitung fanden, waren entstellt, unvollständig und unzuverlässig. […] Das vorliegende Buch wurde geschrieben als Geste des guten Willens, um die uralte taoistische Weisheit der Sexualität vorzustellen.“
Das Werk erschien 1986 mit dem Originaltitel The Tao of Sexology – The Book of Infinite Wisdom in San Francisco, die deutschen Rechte führte die Ausgabe des Ariston Verlag, Genf/München 1992 und als vollständige Taschenbuchausgabe der Goldmann Verlag, 1995.

## Körperlich-physikalische Grundlagen
„Die alten Taoisten wussten, dass der menschliche Körper nicht leben kann, wenn seine Gewebe und Organe nicht ständig mit Energie versorgt werden. Gesund ist der Mensch nur dann, wenn sich die Energie seines Körpers im Gleichgewicht befindet. […] Energie ist eine dynamische Kraft, die in ständigem Fluss durch den Körper kreist. […] Alle Lebensformen und -aktivitäten werden durch Energie unterstützt, wobei diese verbraucht wird.“
Das taoistische System nimmt sieben Drüsen des Körpers an, die „Energiezentren“ darstellen – nach heutigen Begriffen (endokrine Drüsen):
- Zirbeldrüse,
- Hirnanhangsdrüse,
- Schilddrüse,
- Thymusdrüse,
- Bauchspeicheldrüse,
- Nebennieren,
- Geschlechtsdrüsen,

und die wie Kommunizierende Röhren miteinander in Verbindung stehen. Der Schwächezustand einer einzelnen („die aus irgendeinem Grund Energie verliert“) beeinträchtigt auch alle anderen, denn sie müssen „einen Teil ihres Inhalts abgeben, um das Gleichgewicht innerhalb des Systems wiederherzustellen.“
Das Gesundheitssystem des Tao ist darauf angelegt, Zellen und Gewebe gesund zu halten und diese seien imstande, sich zu regenerieren. Wenn „die Regenerationsfähigkeit behindert oder gestört ist, wird der Körper krank. Um Krankheiten zu vermeiden, muss man das Immunsystem schützen.“ Es geht nicht darum, Krankheiten zu bekämpfen, sondern „von vornerein zu verhindern.“ Es ging darum, eine Methode zu entwickeln, die „den Verlust von Energie (verhindert), welcher die Grundursache der Schwäche des Körpers und seiner Anfälligkeit für Krankheiten ist.“

### Umgang mit Lebensenergie
„Jede Sekunde des Tages verbraucht Energie. […] Jede einzelne unserer täglichen Handlungen entleert unsere Batterie ein wenig mehr – sogar Fernsehen, Sprechen, Tagträumen, Laufen, Essen, Denken und Lieben. Ungesunde Sexualpraktiken sind einer der Hauptursachen vergeudeter Lebensenergie. Auch Zorn und andere negative Gefühle verbrauchen enorme Mengen.“

Aufgeladen wird „die 'Batterie' durch Nahrungsaufnahme und erholsamen Schlaf. [… Schlaf] entspannt die meridianen Ein- und Ausgangspunkt. Er erlaubt der kosmischen Energie, in die Akupunkturpunkte einzudringen, durch alle Meridiane zu wandern und jede Zelle des Körpers zu erreichen, um sie für den nächsten Tag in Schwung zu bringen.“
Hier liegen auch die persönlichen Ansatzpunkte, um Energieverlust zu vermeiden bzw. eine Erneuerung zu begünstigen. Die besondere Aufmerksamkeit der taoistischen Heilkunde gilt darüber hinaus dem Verbund der sieben Drüsen und dabei sind die Geschlechtsdrüsen als „Fundament des Drüsensystems […], die Basis, die alle anderen Drüsen stützt.“ Damit gelten „Prostata und Hoden beim Mann und Eierstöcke, Gebärmutter, Scheide und Brüste bei der Frau“ als zuständig „für die Hormonausscheidung, die sexuelle Energie und Reaktion und für die Reproduktion verantwortlich.“ Und damit erhalten sie eine besondere Aufmerksamkeit, die sich eng mit Übungen verbindet.

### Pflege der Sexualorgane
Die Geschlechtsdrüsen werden auch „Herd“ genannt und ohne einen gepflegten Herd „brennt das Feuer nicht richtig und kann deswegen auch nicht genutzt werden.“ Der kritischste Bereich ist der After, der beim Mann unmittelbar an der Prostata, bei der Frau nahe an der Vagina vorbei führt.
Stephan T. Chang: „Ihr kalendarisches Alter, also die Anzahl der Jahre, die Sie gelebt haben, sind ein Hinweis auf ihr Alter; das wahre Alter aber ist das biologische, denn darin spiegelt sich der Gesundheitszustand des Körpers sowie eventuelle morphologische Veränderungen am Skelett, an der Knochenstruktur, wider. Einer der wichtigsten Indikatoren ihres biologischen Alters ist die Zustand ihres Afters, das heißt die Festigkeit des analen Schließmuskels. Dieser gehört zur selben Energieeinheit wie die Geschlechtsdrüsen: Sind die Geschlechtsdrüsen kräftig, so ist auch der Schließmuskel kräftig. Und umgekehrt ist der Schließmuskel schwach, wenn die Geschlechtsdrüsen schwach sind. […] Deshalb kann man mit Hilfe des Afters das biologische Alter nicht nur messen, sondern es auch ändern.“
Der After ist „die ideale Umgebung für die Vermehrung von Krankheitserregern [… und] nur ein dünnes Gewebe trennt die Prostata vom Darmausgang.“ Nach dem Stuhlgang reiche Toilettenpapier nicht aus, Kotreste müssen entfernt werden, eine Reinigung wird genau und nachvollziehbar beschrieben. „Dauernde Vernachlässigung ist am Ende tödlich.“

## Der Mann
Nach einem Exkurs zum Penis, „seiner Größe, Form und wie sie sich verändern lassen“ und dem Hinweis, dass es darauf ankäme, „dass die Übereinstimmung mit der Größe der Vagina seiner Partnerin […] vor allem wichtig ist“, folgt eine Abschnitt zur selbstständig durchführbaren Prostata-Massage und dabei auch der Prüfung ihres Zustandes.

### Hirschübung
Eine „Hirschübung“ benannte Technik besteht in einer kreisförmigen Massage durch eine Hand auf dem „Schambein, etwa zweieinhalb Zentimeter unter dem Nabel […] einundachtzigmal“, danach mit Wechsel der Hand. Der zweite Schritt ist die Muskelanspannung um das Aftergebiet, „so fest wie möglich, aber ohne sich zu verkrampfen.“ Die Übung dient der Stärkung der Schließmuskeln, wirkt auch als leichte Prostatamassage und führt zur Fähigkeit, „einen vorzeitigen Samenerguß zu verhindern. […] Die Hirschübung ist darüber hinaus ein Heilmittel für den ganzen Körper, denn sie stärkt das Immunsystem gegen alle Arten von Krankheitserregern.“
Der Schlüssel zur taoistischen Sexualtheorie und -praxis für den Mann ist jedoch der Umgang mit dem Akupressurpunkt Jen-Mo.

### Ejakulation
Der Penis ist „ein Instrument, das die Geschlechtsdrüsen zur Fortpflanzung benutzen“, die Hoden produzieren Spermien und Hormone und die Prostata produziert die nährstoff-, hormon-, und energiereiche Samenflüssigkeit.

„Wenn der normale erwachsene Mann ejakuliert, verliert er etwa einen Eßlöffel voll Samen. Nach wissenschaftlichen Erkenntnissen kommt der Nährwert dieser Menge Samen zwei Rindersteaks, zehn Eiern, sechs Orangen und zwei Zitronen gleich. Er enthält also Eiweiß, Vitamine, Mineralstoffe, Aminosäuren – einfach alles.“

Nach der Ejakulation sind alle sieben Drüsen leer, vor allem die Geschlechtsdrüsen. Dies bedeutet in der Lehre des Tao, Energie abwärts geleitet zu haben, „durch die sieben Drüsen und aus dem Körper hinaus“ – es komme jedoch darauf an, „die Energie durch die sieben Drüsen aufwärts zu lenken“:
Die Frau hat während des Geschlechtsverkehrs den Vorteil, dass „sie einen Orgasmus erreichen (kann), sooft sie will, ohne dabei Nährstoffe oder Energie zu verlieren. Im Gegensatz zum Mann, den die Ejakulation enorm schwächt, geht ihr nichts verloren.“ (Chang, 111).

### Jen-Mo-Punkt
Es gibt für den Mann „einen Orgasmus, ohne zu ejakulieren; er 'injakuliert' statt dessen. Es gibt einen Akupressurpunkt zwischen After und Hodensack: Durch Druck auf diesen Punkt lässt die Ejakulation sich umkehren. […] Dabei wird der Samen von der vollen Prostata zurückgezogen und vom Blut aufgenommen.“ Dies benötigt etwas Übung, ist letztlich aber ein einfacher Vorgang, er wird als Orgasmus erlebt und „bewahrt die wertvolle Lebensenergie als auch die Erektion.“ Der höhere Sinn liegt darin, dass der Mann so „in der Lage (ist), die Frau über die neun Stufen zur vollkommenen Befriedigung zu führen. (Was man bei der Frau normalerweise einen Orgasmus nennt, ist nur die vierte der neunstufigen Sequenz).“

## Die Frau
Neben den allgemeingültigen Regeln zur Hygiene „(ist) die Entsprechung bei der Frau […] die Unterbrechung der Menstruation mit Hilfe der weiblichen Hirschübung. Wenn eine Frau aufhört, Monat für Monat zu bluten, bewahrt sie sich die in ihrem Blut enthaltene Energie.“
„Im Tao der Liebeskunst sind die Brüste genauso wesentliche Bestandteile des Fortpflanzungsapparates wie die Scheide, die Gebärmutter, die Eierstöcke.“ Der differenzierten Beschreibung folgt die Warnung: „Die sensible und leicht überreizbare weibliche Brust sollte daher nie […] mißhandelt werden. […] Der Partner sollte sich auf äußerst sanftes Streicheln oder Küssen beschränken.“
Ähnlich der Lehre des indischen Kamasutra, im Zweiten Buch zu den Liebestechniken spielt das Verhältnis der Größe von Vagina und Penis eine wichtige Rolle – und im Tao werden dabei auch die Reflexzonen bedacht, die bei Harmonie der Größen von Penis und Vagina dann die jeweiligen Zonen vereinigen.

### Die Vagina
Die Scheide kann sich der Breite nach ausdehnen, in der Länge aber ändert sie sich kaum – allenfalls um zwei Zentimeter. Die Weite ändert sich bei der Geburt, um Kopf und Körper des Kindes hindurchzulassen.

„Ein etwa fünfzehn Zentimeter langer erigierter Penis hat genau die richtige Größe für eine Vagina durchschnittlicher Länge: Sie mißt etwa zehn Zentimeter vom Eingang der Scheide bis zum Gebärmutterhals. Dazu kann man noch zwei Zentimeter hinzurechnen, wenn sie sich in die Länge dehnt, und genausoviel für das Gebiet um den Eingang der Scheide herum. […] Wenn der Penis tief in die Scheide eindringt, erreicht er alle empfindlichen Stellen, und seine Reflexzonen vereinigen sich mit denen der Scheide – Herz liegt an Herz, Lunge an Lunge […] Diese Übereinstimmung spielt eine große Rolle bei den heilenden Stellungen.“

Genaue Entsprechungen der Größen der Sexorgane betont Chang als „perfekt“ und sie beuge einer Menge von Schwierigkeiten vor: Ein Mann mit einem dreiundzwanzig Zentimeter langen Penis fügt einer Frau mit kurzer Scheide zwangsläufig Schmerzen zu. Ist der Penis des Mannes kürzer als die Scheide der Frau, vermag er nicht ganz in sie einzudringen und sie vollkommen zu befriedigen. Somit sei der „Mythos von der Penisgröße“ beseitigt – „ausschlaggebend ist allein die Harmonie von Penis und Vagina.“

### Unterschiede im Orgasmus
„Der Orgasmus der Frau unterscheidet sich grundlegend von dem des Mannes. […] Der Orgasmus des Mannes ist ein steiler Gipfel. Eine Frau erlebt hingegen eine Reihe sanft ansteigender Hänge, gefolgt von einem absteigenden.“
Nur der Weg über das vollkommene Verständnis – so Chang – kann ein Paar zur sexuellen Übereinstimmung führen:
Das Tao der Sexualität hat den weiblichen Orgasmus in neun Erlebnisstadien oder -stufen eingeteilt, die eng miteinander verbunden sind, sich zum Teil überlappen und Sinneserfahrungen auf sehr verschiedenen Ebenen bezeichnen. Jede Stufe erfüllt einen bestimmten Teil des Körpers mit Energie und ruft bei der Frau verschiedene wahrnehmbare und vorhersehbare Reaktionen hervor.

### Grundlegendes Missverständnis
„Viele Männer, ja sogar Frauen, verwechseln das Pulsieren der Vagina in der Stufe vier mit einem vollkommenen Orgasmus.“„Es ist durchaus verbreitet, daß der Mann aufhört, wenn die Frau die Stufe vier erreicht hat, denn er hält dies für den eigentlichen Orgasmus seiner Partnerin.“
Und in den „meisten Handbüchern über die Liebe“ werde diese deutlich wahrnehmbare Reaktion als der „vollständige Orgasmus“ gewertet, was dazu führt, dass die Männer ihrerseits den Orgasmus zulassen: „Dieser falsche Orgasmus wird üblicherweise ‚gemeinsam kommen‘ genannt,“ als „höchste Harmonie beschrieben“, die sich „ein Paar gegenseitig erfüllen kann.“
Dabei wäre es für den Mann – wenn die Frau die Stufe vier einmal erreicht hat – „nicht mehr so schwer, sie zu den höheren Ebenen zu führen. Eine kleine Bewegung kann sie schon zur nächsten Ebene emporheben, und von dort immer weiter“ bis sie zu ihrem vollständigen Orgasmus kommt.

„Der Sinn der taoistischen Methoden zur Verlängerung der Erektion eines Mannes besteht eben darin: die Frau auf die neunte Stufe der vollkommenen Befriedigung emporzuheben.“

Medizinisch sei beobachtbar, dass wenn eine Frau an Beschwerden bestimmter Organe leidet (Nieren, Magen und dergleichen), rührt dies möglicherweise daher, dass sie die entsprechende orgasmische Stufe nie überschritten hat.

### Menstruation
Während der Sexualakt der Frau im Gegensatz zum Mann keinen Nährstoff- und Energieverlust bewirkt, ist der Blutverlust während der Menstruation schädlich. In seinem Lehrbuch beschreibt Chang ausführlich Übungen, die angewandt werden können, um die Menstruation zu reduzieren bzw. vollständig auszusetzen. „Blut und Energie, die normalerweise durch die Menstruation verlorengehen, werden jetzt von den Geschlechtsdrüsen genutzt.“ Sobald die Frau die Übungen wieder beendet, stellt sich auch der Menstruationszyklus wieder ein. Auch die Hormonproduktion und deren Verteilung werde durch die Übungen natürlich reguliert. Diese Übung ist entsprechend der für den Mann die „Hirschübung“ für die Frau.

## Der Geschlechtsakt
Chang beschreibt den 'normalen' Sexualakt für den Mann als „sehr anstrengend“ aufgrund des Energie- und Nährstoffverlustes verbunden mit anschließender Erschöpfung – und „in den meisten Fällen dreht der Mann sich nach der Ejakulation auf die andere Seite und schläft ein, während die Frau irgendwo in der Luft hängt, auf halbem Weg zwischen Himmel und Erde.“

### Gewöhnlicher und fortgeschrittener Orgasmus
Dieser sogenannte „gewöhnliche Orgasmus“ gelte es aus dem kurzen Vergnügen heraus zu führen zu einem „höheren Orgasmus“ für beide Partner. Durch die Technik der „Zurückhaltung“ könne der Mann einen Zustand erreichen, der ihn bei 98 bis 99 Prozent des gewöhnlichen Orgasmus hält und ihn in die Lage versetzt „eine scheinbare Ewigkeit Sex (zu) genießen, ohne irgendwelche Nachtteile zu erleben.“ Kurz vor der Ejakulation hört er auf zu stoßen, sackt „auf 60 bis 70 Prozent“ ab und führt den Akt dann weiter. Dies erfordert die Kenntnis (und Praxis) der sogenannten „Hirschübung“ durch Kontrolle der Prostata und gegebenenfalls das Abfangen einer doch erfolgenden Ejakulation durch die Injakulation über den Yen-Mo-Punkt.

„Für den Mann ist das äußerst lustvoll. Doch der wahre Sinn der Zurückhaltung liegt in der Befriedigung der Frau. Damit kann er seine Partnerin durch alle neun Ebenen durchführen und dabei selbst unzählige [99-Prozent-]Orgasmen erleben. Nur der Mann ist in der Lage, eine Frau vollkommen zu befriedigen. Und wer seiner Partnerin einen guten Dienst erweist, hat selber einen großen Vorteil davon.“

### Die Neun x Zehn-Methode
Das Gelingen dieses vollständigen Aktes, der die Frau bis auf die neunte Stufe führt, wird gefördert durch Atemtechnik und die Methode der „Neunmal zehn liebende(n) Stöße“: Der Mann beginnt die Sequenz mit neun flachen (nur die Eichel dringt ein) und einem tiefen Stoß und führt sie dann mit acht flachen und zwei tiefen Stößen fort – bis zu einer Reihe mit einem flachen und neun tiefen Stößen und der Fortsetzung mit gleichsam der 'Umkehrung' mit zwei flachen und acht tiefen Stößen, bis er wieder zur Ausgangssequenz 'neun/eins' zurückkehrt. Dabei hebt Chang jedoch den Schematismus auf und – da hierbei „die Erregung, sowohl für den Mann als auch für die Frau überwältigend (ist)“ – und empfiehlt jedem Paar die Ermittlung eines eigenen Rhythmus „durchaus flexibel und völlig unmechanisch.“ Empfehlung ist auch ein generell langsamer Rhythmus, der „die Erwartung der Frau steigert, denn sie freut sich voller Spannung auf die Rückkehr des Penis“ mit vielen tiefen Stößen.

## Heilende Stellungen
„Diese Stellungen nutzen die Reflexzonen des Penis bzw. der Vagina, um zu heilen.“ Die Stellungen stimulieren jeweils bestimmte Reflexzonen, die in Bezug zu den erkrankten, den zu behandelnden Körperteilen stehen. Empfohlen wird zu allen Stellungen die Anwendung der Neunmal-zehn-Sequenzen. Es geht dabei um den Heilungsprozess, „nicht in erster Linie um Orgasmus und sexuelle Befriedigung.“ Ergänzend sind Anweisungen zur Häufigkeit der Ausübung und Gesamtdauer von Heilungsphasen.

### Stellungen für den Mann
Beschrieben und mit Zeichnungen versehen sind acht Heilstellungen für den Mann. Für ihn besitzen sie eine jeweils besondere Wirkung; „die Frau hingegen zieht einen allgemeinen Nutzen aus ihnen, denn es wird dabei die Produktion von Geschlechtshormonen angeregt, die bei allen Menstruationsbeschwerden helfen.“
- Stellung 1 hilft bei sexuellen Schwierigkeiten, einschließlich Impotenz, vorzeitigem Samenerguss und Schwierigkeiten, einen Orgasmus zu erreichen.
- Stellung 2 führt dem Körper Energie zu.
- Stellung 3 stärkt die inneren Organe, vor allem Leber und Nieren.
- Stellung 4 bei Knochenschwäche, Knochenbrüchen, Krankheiten des Knochenmarks und Arthritis; unterstützend auch bei der Behandlung von Leukämie.
- Stellung 5 gegen Durchblutungsstörungen, Krampfadern und verhärtete Arterien; auch gegen krankheitsbedingten zu hohen oder zu niedrigen Blutdruck.
- Stellung 6 gegen Durchblutungsstörungen, einschließlich gegen zu hohen oder zu niedrigen Blutdruck, und allen Erkrankungen des Blutes.
- Stellung 7 für Erkrankungen des Drüsensystems.
- Stellung 8 für allgemeine Gesundheit und Wohlbefinden.[11]

### Stellungen für die Frau
Bei den heilenden Stellungen für die Frau, die auf den Mann keine spezifischen Wirkungen ausüben sollen, „kommt es darauf an, wie tief der Penis in sie eindringt, denn die verschiedenen Reflexzonen sind auf die gesamte Länge der Vagina verteilt.“ Anstelle der Stoß-Sequenzen bestimmt die Frau die Bewegungen durch das Kreisen des Beckens.

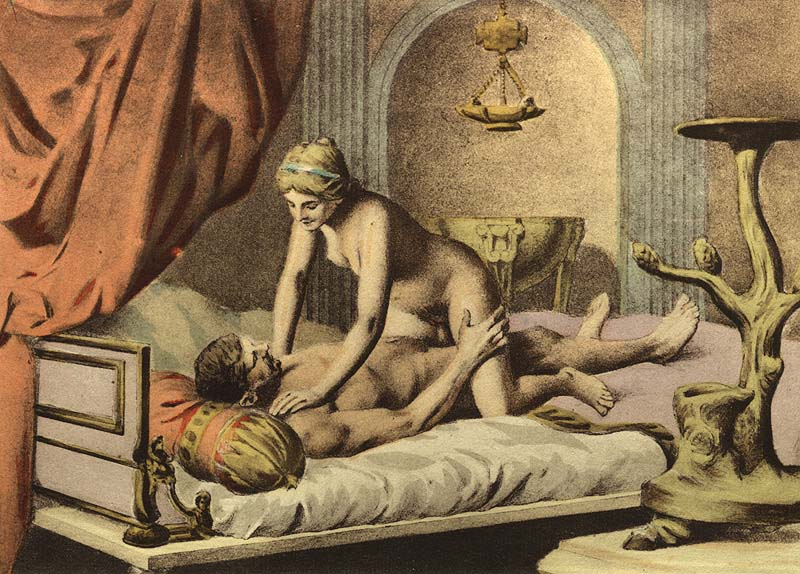
Stellung, die der Nr. 5 im Taosex für die Frau entspricht

- Stellung 1 bei allgemeiner Energielosigkeit, die Sehstörungen, Atembeschwerden – Keuchen oder flaches, schnelles Atmen, Atemlosigkeit – Schwäche, Kreislaufkollaps und Herzklopfen verursacht.
- Stellung 2 bei Erkrankungen der Bauchspeicheldrüse und der Leber, bei Diabetes, Hitzewallungen, Beinschwäche sowie schmerzenden Füßen und Knien aufgrund langen Stehens. Gut für die Gelenke.
- Stellung 3 für Magen, Milz und die weiblichen Geschlechtsorgane; auch gegen Verdauungsbeschwerden.
- Stellung 4 bei Wasserstau, Nierenerkrankungen und Blasenbeschwerden, chronischem hohen Fieber und Erkrankungen der Hirnanhangdrüse.
- Stellung 5 für Nervensystem, Leber und Augen; hilft gleichfalls bei Geschwüren.
- Stellung 6 bei Stauungen im Energiestrom durch die Meridiane, bei Kopfschmerzen, Kreislaufschwäche, Menstruationsbeschwerden (zum Beispiel bei Krämpfen, besonders heftigen oder schwachen Blutungen oder Unregelmäßigkeiten des Zyklus).
- Stellung 7 bei Blutarmut, Kreislaufschwäche und schlecht durchbluteter, blasser, trockener Haut.

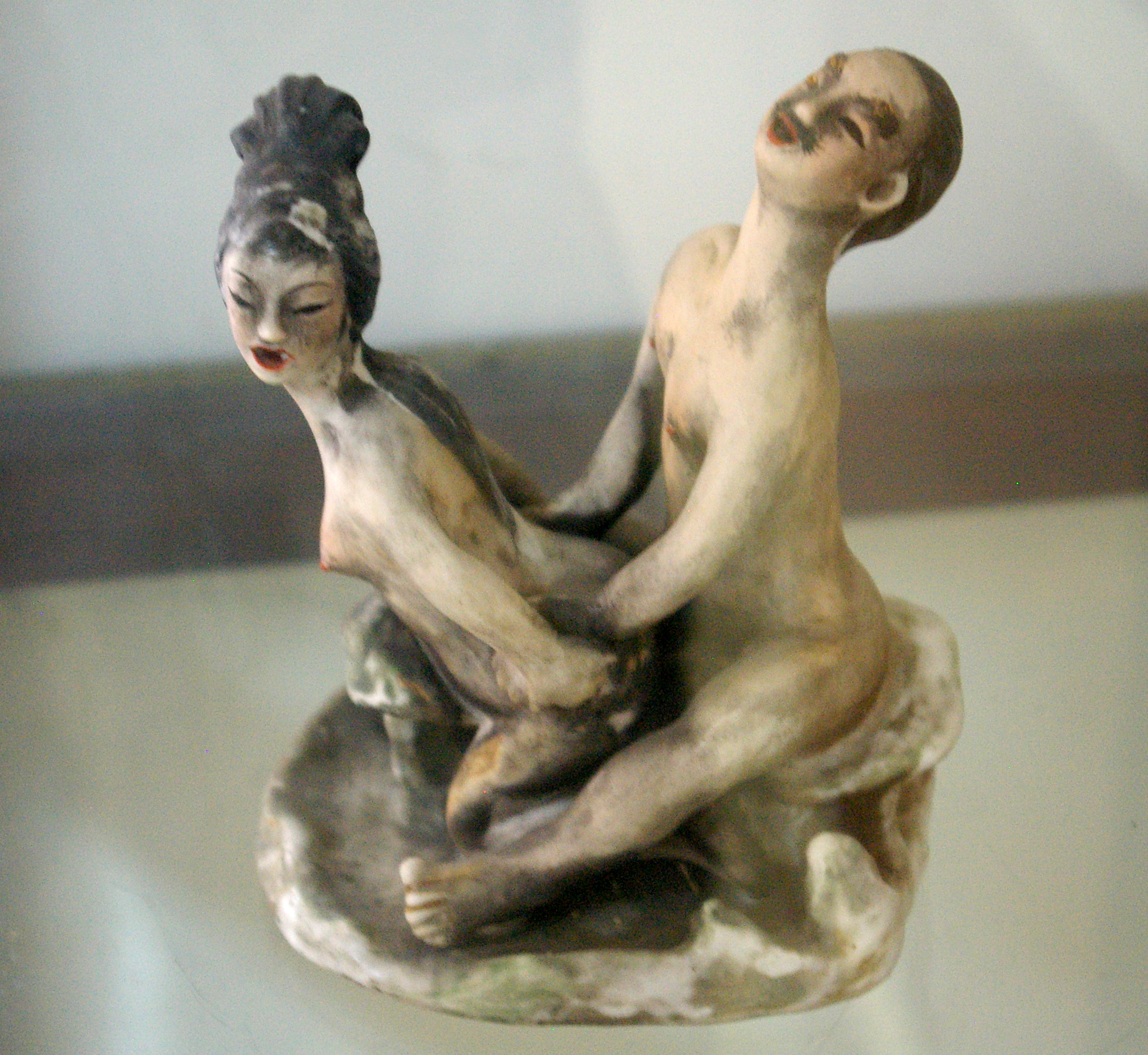
Die Tao-Stellung „Tiger“ entsprechend einer Skulptur im Chinesischen Sexmuseum in Suzhou (Jiangsu)

### Allgemeine heilende Stellungen
Die neun aufgeführten allgemein heilenden Stellungen, die dem „allgemeine(n) Gesundheitszustand“ dienen, entsprechen zum Teil den heute auch allgemein bekannten und angewandten Stellungen. Ergänzend werden noch einige weitere heilende Stellungen beschrieben, hauptsächlich gegen auf verschiedene Weise bewirkte Rückenschmerzen, zur Energieführung in die Augen, zur Vermeidung von Ohren- und auch Zahnkrankheiten: „Man kann jeden Teil des Körpers heilen und mit Energie versorgen, indem man die durch den Liebesakt hervorgebrachte Energie dazu verwendet.“

## Allgemeine Hinweise und Regeln
Chang nennt geeignete Tages- und Nachtzeiten für Sex, begünstigend auch zur Heilwirkung, gibt Hinweise zu Intensitäten und der Anpassung an Körperrhythmen. Erfahrene und harmonische Paare sollen schließlich die tägliche Vereinigung im „Morgen- und Abendgebet“ eingehen, um die „vollkommene Liebe“ zu erleben, die Zustände „außerhalb von Raum und Zeit“ ermöglichen. Dem historischen Ursprung der Lehre des Tao der Sexualität gemäß bedeute dies eine „vollkommene Yin-Yang-Harmonie.“

„Das Morgen- und Abendgebet, nicht Scheidung – sind das beste Mittel gegen ehelichen Zwist. Für jene, die nichts wissen vom Tao der Liebe, beginnt der Ehestreit im Bett und endet vor Gericht.“

Seine praktische Arbeit mit der taoistischen Lehre und deren Erfolge begründet der promovierte Arzt Stephen T. Chang auch als Berater vieler Menschen, „die miteinander im Streit lagen oder vor der Scheidung standen.“ Er beschreibt die Mechanismen, die im Alltag der modernen Paare von Nichtigkeiten ausgehend über das Zeigen von gutem Willen in vielfältiger Weise zu Missverständnissen und Vorhaltungen führt, zu einer Verfassung beider, die auch durch versuchten guten Sex nicht zu ändern sein werden: „Kaum liegen sie im Bett, begehen sie wieder die gleichen Fehler. Schließlich treiben die tagtäglich wiederholten Ärgernisse sie in die Scheidung.“ Er sieht dabei auch eine Dimension, die gesellschaftliche Verhältnisse schwächt.

## Abschließende Kapitel
Im abschließenden Kapitel des Dritten Teils des Buches geht Chang auf Möglichkeiten einer Partnerwahl ein, die über bestimmte Formen und Eigenheiten in den Gesichtern von Mann und Frau Rückschlüsse auf die Form und Größe der Geschlechtsorgane zulassen und somit über entsprechende Harmonien Voraussetzung zur Aufnahme glücklicher Sexbeziehungen sein können.
Auch ungünstige äußere Umstände oder persönliche Dispositionen, Stimmungen, Befindlichkeiten, körperliche Zustände, gar „verbotene“ Umstände für Sexualakte werden als „Warnungen“ thematisiert. Dabei geht es nach taoistischer Auffassung auch um die Vermeidung behinderter Kinder bzw. in der positiven Wendung um die Möglichkeiten zur Beeinflussung des Geschlechts eines Kindes.
Vierter Teil
Der letzte Teil des Werkes ergänzt in Form eines Glossars bereits behandelte Themen und referiert auch taoistische Auffassungen zu Moral (von „Affären“ bis zu „Zölibat“), zu Alltagsgewohnheiten, der Krankheitsvorsorge und zu den spirituellen Grundlagen – mit Hinweis auf die Vereinbarkeit des alten Wissens mit moderner Denk- und Lebensweise formuliert Chang:

„Ich will meinem Leser keine unbegründeten Moralvorstellungen vorhalten, […] statt dessen stelle ich Fakten dar, die aus Untersuchungen über sexuelle Gewohnheiten und über die Ausübung des Tao der Sexualität hervorgehen. Dem Leser steht es frei zu entscheiden, was er damit anfangen will.“

## Kritik
Im Gegensatz etwa zum Kamasutra stand das Tao der Sexualität durch die vergleichsweise späte Veröffentlichung nicht mehr im Fokus heftiger Moraldiskussionen und wird auch von medizinischer Seite nicht erkennbar kritisiert. Selbstverständlich führt der Autor in seinem Vorwort den Hinweis, bei Unsicherheiten den Arzt zu konsultieren, an.
Die esoterische Literatur äußert sich im Allgemeinen vorsichtig positiv.